# Krill
A krill, vagy világítórákok a rákok (Crustacea) altörzsébe és a felsőbbrendű rákok (Malacostraca) osztályába tartozó rend. A világítórákok fontos tagjai a zooplanktonnak, főleg mint táplálék jelentősek a sziláscetek, manták, bálnafélék, fókák és néhány tengerimadár-faj számára. A krill norvég szó, halivadékot jelent. A világítórákok a világ minden óceánjában előfordulnak.
A tápláléklánc sarkköve, mely a lánc legalján álló növényi planktonnal (fitoplankton) és a nála kisebb állatokkal táplálkozik és ezek anyagait teszi fogyaszthatóvá a krillen élő jóval nagyobb szervezetek számára. A biomassza tömegének jelentős részét alkotó zooplankton fajainak többsége jelentős napi függőleges vándorlást végez. Ezáltal éjjel a felszínközeli, nappal a mélyebben élő ragadozóknak nyújt biztos táplálékforrást.
A krillhalászat elsősorban a déltengereken és a Japán körüli vizeken jelentős, évente 150-200 ezer tonna. Főbb felhasználási területei: vízinövények termesztése és víziállatok tenyésztése (akvakultúra), akváriumi haleledel, horgászcsali, gyógyszeripari alapanyag. Japánban és Oroszországban emberi táplálékként is fogy okiami néven (az Euphausiacea japán neve ugyanis okiamime).
A rend mindössze 2 családra tagolódik. A Bentheuphausiidae családba csak egyetlen faj tartozik, a Bentheuphausia amblyops, amely a mély vizekben él, kb. 1000 m-es mélységben. Ez a krillek legprimitívebb faja. A másik család – az Euphausiidae – 10 különböző nemébe 85 faj tartozik. Közülük az Euphausia a legnagyobb nemzetség, 31 fajjal. Jól ismert fajai pl a horgászati jelentőséggel leginkább bíró sarki krill (Euphausia superba), a csendes-óceáni krill (Euphausia pacifica) és az északi krill (Meganyctiphanes norvegica).

## Elterjedésük
A krillek többsége részt vesz az óceánközi vándorlásban, de néhány fajuk helybenmaradó, illetve sekélyvízi életmódot folytat.
A Thysanoessa nemzetség fajai mindkét óceánban megtalálhatóak, az Euphausia pacifica hazája a Csendes-óceán. Az északi krill vándorol az Atlanti-óceán és a Földközi-tenger között. A Nyctiphanes nemzetség 4 faja Kalifornia, Humbolt, Benguela és a Kanári-szigetek partjainál gyakori. A déli sarkvidék vizeiben 1 Thysanoessa (T. macrura) és 6 Euphausia faj él. Az Euphausia superba leginkább a 100 m-es mélységben fordul elő, míg a jég krillnek is nevezett Euphausia crystallorophiast 4000 m-en is megfigyelték, bár általában 300-600 m mélyen él. Mindketten előfordulnak a déli szélesség 55°-ánál, de 74°-tól délre és a jégtáblák vidékén az E. crystallorophias dominál. A déltengerek egyéb fajai: E. frigida, E. longirostris, E. triacantha és E. vallentini.

## Megjelenésük
A krillek rákfélék. Kitines külső vázuk van. Három testtájuk: a fej, a tor és potroh közül a két elülső összeolvadt (fejtor). Külső héjuk átlátszó. Jellegzetes külső jegyük a bonyolult összetett szem; némely faj képes a különböző fényviszonyokhoz is alkalmazkodni védő pigmentek használatával. Két csápjuk van. Mellkasi lábaikat pereiopoda vagy thoracopoda néven említik, számuk fajonként változik. Ezek a lábak táplálkozásra és tisztálkodásra szolgálnak. Ezenkívül minden fajnak van 5 pár úszólába (pleopods).
A legtöbb krill kb. 1-2 cm hosszú, néhány faj viszont 6-15 cm-esre is megnő. Legnagyobb a Thysanopoda spinicauda. A krilleket könnyű megkülönböztetni más rákféléktől, például a garnéláktól jól látható kopoltyúi révén.
Egyes krillféléknek (például Euphausia fajok) szűrőszőrei vannak: a mellkasi lábakon lévő finom szőrszálak, amelyekkel kiszűrik a táplálékot a vízből. Annyira finoman érzékelnek, hogy képesek kiszűrni elsősorban a fitoplanktont, de a kovamoszatokat és az egysejtű algákat is. Jóllehet a legtöbb krill mindenevő, van köztük ragadozó is, amelyik kisebb zooplanktonokat és hallárvákat is fogyaszt.
A Bentheuphausia amblyops fajok kivételével a krillek biolumineszcens állatok, a fényt fotoforáik bocsátják ki. A fény egy enzimatikus kemolumineszcens reakció eredménye, melyben a luciferin (egy pigmentfajta) aktiválódik a luciferáz enzim hatására. A luciferin tulajdonképpen egy fluoreszkáló tetrapirrol vegyület. A krillek fotofórái komplex szervek lencsékkel, fókuszálóképességgel és forgatóizmokkal; ám pontos működésük máig tisztázatlan. Egyes kutatók (például Lindsay és Latz vagy Johnsen) szerint a fénykibocsátás célja az álcázás: ugyanakkora erővel világítanak, mint amilyen fényes a környezetük, így számos ragadozó egyszerűen nem is látja meg őket.

## Viselkedés
A legtöbb krillféle rajokban él. Az Euphausia superba rajai 10-30 ezer egyedet tartalmaznak 1 köbméter vízben. Ez a tény védelmet is biztosít számukra, mivel a ragadozók nem képesek „kiszúrni” az egyes egyedeket a kaotikus tömegből. A krillek jellegzetes napi (diurnális) függőleges vándorlást folytatnak: éjjel a felszínen, nappal a mélyebb vizekben tartózkodik, ezzel táplálékot biztosít mindkét hely ragadozóinak, bár a mélyben kisebb veszélynek vannak kitéve és még energiát is tudnak tartalékolni. Egyes fajok (például Euphausia superba, E. pacifica, E. hanseni, Pseudeuphausia latifrons, vagy a Thysanoessa spinifera) nappal is felkeresik a felszínt, hogy táplálkozzanak és szaporodjanak, de ez túlzottan sebezhetővé teszi őket.
Sűrűn tömött rajaik hatására a ragadozók (halak, madarak) között őrületes tülekedés („vályúpánik”) törhet ki, ezért a raj – ha megzavarják – egyedeire szóródik szét, mindegyik krill levedli „bőrét”, és ezt hagyja ott maga helyett a ragadozónak.
Normál esetben úszólábaikkal haladnak előre másodpercenként 0,2-10 testhossznyi távolságot (ez olyan, mintha mi 350 km/h sebességgel haladnánk). Veszély esetén jellegzetes vészreakciót mutatnak, amelyet rákstratégiának neveznek: farokirányban másodpercenként 10-27 testhossz sebességgel „lőnek ki” hátrafelé, miközben sokszor még le is vedlenek. A leggyorsabban az E. superba menekül (0,8 m/s).

## Életciklus
Általános életciklusuk a rákfélékre jellemző: pete, majd a lárvaállapotok (nauplius, pseudometanauplius, metanauplius, calyptopsis, és furcilia állapot), végül kifejlett egyed.
A lárváknak a calyptopsis fázisig van tartalék tápanyaguk. Eddigre kialakul tápcsatornájuk és megkezdik a fitoplankton fogyasztását. Növekedésük közben többször is vedlenek. A furcilia állapotban történik a szegmentáció és a végső kifejlődés, melynek lefolyása az összetett környezeti hatásoktól is függ.
A furcilia állapot után külsőre már kifejlett krill további érésen megy keresztül: kialakul a hímek spermazsákja és a nőivarú egyedek nemi nyílása (thelycum), amelyeknek a petezsákja több ezer petét tartalmazhat, melyek átmérője 0,3-0,4 mm, tömege az állat össztömegének 1/3-a is lehet. Egy időszakon belül többször is költenek.
Az utódnemzésnek két módja figyelhető meg:
1. A Bentheuphausia, Euphausia, Meganyctiphanes, Thysanoessa és Thysanopoda fajok „lepetéznek”: a vízbe ürítik, majd a megtermékenyítés után magukra hagyják utódaikat.
2. A többi 29 faj nőstényei a megtermékenyített petéket petezsákjukban hordozzák.

A krillek élettartama a földrajzi szélesség függvénye, legrövidebb az Egyenlítőnél élőké (Nyctiphanes simplex – 7 hónap), leghosszabb a sarkvidéki fajoké (Euphausia superba – 6 év). A földrajzi szélesség (a vízhőfok révén) és az életkor együttes függvénye a vedlések gyakorisága (Nyctiphanes simplex – lárvák naponta, felnőttek 5 naponta, E. superba – lárvák 9 naponta, felnőttek havonta).

## Ökológia
A krill az óceánok és tengerek táplálékláncainak egyik legfontosabb eleme.
A délsarki krill közvetlenül a fitoplanktont fogyasztja és alakítja energiatartalmát a nagyobb állatok számára is (szekunder produkció), melyek nem képesek közvetlenül az algák fogyasztására, de a zooplanktonéra (benne a krill-lel) már igen. Ezek között találunk kisebb (hal vagy pingvin) és nagyobb (fóka, sziláscet) állatokat is.
A környezeti károsodások hatása messzire nyúlik: 1998-ban, miközben a Bering-tengeren „virágzott” a plankton, ugyanitt lezuhant a kovamoszat-koncentráció. Mivel a kovamoszat a krill egyik fő tápláléka, másodlagosan a plankton mennyisége is lecsökkent. Ennek távolhatása révén megfogyatkoztak a vészmadarak, és még a lazacok sem tértek vissza Alaszka nyugati folyóiba.
Egyéb faktorként jöhet szóba a külső és belső paraziták krillpopulációra gyakorolt hatása (Collinia, Dajidae), melyek az állatok testnedvein élősködve gátolják a táplálkozást, a szaporodást és az érési folyamatot.

## Krillhalászat
A krill régóta szolgál emberi és állati táplálékként. Kultusza (okiami) a 19. század óta tart, főleg Japánban. Az 1960-as és 1970-es években a féktelen lehalászás miatt, melynek fő végrehajtói Japán, a Szovjetunió, illetve a mai utódállamai (Oroszország és Ukrajna), drasztikusan lecsökkent a populáció létszáma. Ezért nemzetközi testületet hoztak létre (CCAMLR), ami a kitermelhető mennyiséget egy fenntartható szintig maximálta.
Napjainkban Japán, Dél-Korea, Ukrajna és Lengyelország a fő krillhalász ország, az évi mennyiséget továbbra is a CCAMLR határozza meg.
A krill íze sósabb és erőteljesebb, mint a garnéláé. Páncélja sok fluoridot tartalmaz, ezért csak hámozva fogyasztható. Túlzott fogyasztása hasmenést okozhat.